# Clemensia barbotini
Clemensia barbotini là một loài bướm đêm thuộc phân họ Arctiinae, họ Erebidae.